# Finale de la Copa América 2021
La finale de la Copa América 2021 est le match concluant la 47e édition de la Copa América, organisée par la CONMEBOL.

## Avant-match

### Antécédents en Copa América
Le Brésil dispute sa treizième finale de Copa América et a remporté la compétition à neuf reprises : cinq à domicile (1919, 1922, 1949, 1989 et 2019) et quatre à l'extérieur (1997, 1999, 2004, 2007) portant à neuf le nombre de titres obtenus. L'Argentine, quant à elle, dispute sa vingt-neuvième finale et l'a remporté à quatorze reprises : sept à domicile (1921, 1925, 1929, 1937, 1945, 1946 et 1959) et sept fois à l'extérieur (1927, 1941, 1947, 1955, 1957, 1991 et 1993) portant à quatorze le nombre de titre obtenus, soit à une unité derrière l'Uruguay, nation la plus titré avec 15 titres au compteur. Une victoire leur permettrait de devenir la nation la plus titré de la compétition avec l'Uruguay et de mettre fin à une disette « interminable » de 28 ans sans titres majeurs.
Les deux pays se sont déjà affrontés à trente-deux reprises en Copa América avec une légère avance pour l'Albiceleste qui s'est imposée quatorze fois pour dix victoires des Canarinha et huit nuls. Parmi les rencontres les plus marquantes, figure les finales de 1937 (remportée 2-0 par l'Argentine), 2004 (remportée 4-2 aux tirs au but après un score nul de 2-2 par le Brésil) et 2007 (remportée 3-0 par le Brésil).
Leur dernière opposition dans cette compétition s'est produite lors de la demi-finale de la précédente édition remporté par le Brésil sur le score de deux buts à zéro.

### Finales jouées
- En gras, finales gagnées
- En italique, finales disputées à domicile
- En gras et italique, finales gagnées à domicile

| Équipe    | Finales jouées antérieurement |
| --------- | --- |
| Argentine | 1916 (TTR), 1917 (TTR), 1920 (TTR), 1921 (TTR), 1923 (TTR), 1924 (TTR), 1925 (TTR), 1926 (TTR), 1927 (TTR), 1929 (TTR), 1935 (TTR), 1937, 1941 (TTR), 1942 (TTR), 1945 (TTR), 1946 (TTR), 1947 (TTR), 1955 (TTR), 1957 (TTR), 1959 (1) (TTR), 1959 (2) (TTR), 1967 (TTR), 1991 (TTR), 1993, 2004, 2007, 2015, 2016 |
| Brésil    | 1919, 1921 (TTR), 1922, 1925 (TTR), 1937, 1945 (TTR), 1946 (TTR), 1949, 1953, 1957 (TTR), 1959 (TTR), 1983, 1989 (TTR), 1991 (TTR), 1995, 1997, 1999, 2004, 2007, 2019 |

## Parcours des équipes
Note : dans les résultats ci-dessous, le score du finaliste est toujours donné en premier.
| Rang | Équipe    | Pts | J | G | N | P | Bp | Bc | Diff |
| ---- | --------- | --- | - | - | - | - | -- | -- | ---- |
| 1    | Argentine | 10  | 4 | 3 | 1 | 0 | 7  | 2  | +5   |
| 2    | Uruguay   | 7   | 4 | 2 | 1 | 1 | 4  | 2  | +2   |
| 3    | Paraguay  | 6   | 4 | 2 | 0 | 2 | 5  | 3  | +2   |
| 4    | Chili     | 5   | 4 | 1 | 2 | 1 | 3  | 4  | -1   |
| 5    | Bolivie   | 0   | 4 | 0 | 0 | 4 | 2  | 10 | -8   |

| Rang | Équipe    | Pts | J | G | N | P | Bp | Bc | Diff |
| ---- | --------- | --- | - | - | - | - | -- | -- | ---- |
| 1    | Brésil    | 10  | 4 | 3 | 1 | 0 | 10 | 2  | +8   |
| 2    | Pérou     | 7   | 4 | 2 | 1 | 1 | 5  | 7  | -2   |
| 3    | Colombie  | 4   | 4 | 1 | 1 | 2 | 3  | 4  | -1   |
| 4    | Équateur  | 3   | 4 | 0 | 3 | 1 | 5  | 6  | -1   |
| 5    | Venezuela | 2   | 4 | 0 | 2 | 2 | 2  | 6  | -4   |

## Match

### Résumé du match
Le match commence après une minute de silence pour les victimes de la pandémie de Covid-19, avec l'Argentine en tête pour la possession de balle et les premières occasions. Le milieu brésilien Fred reçoit un carton jaune à la troisième minute pour une faute sur Gonzalo Montiel, ce qui déclenche une série de fautes de la part des joueurs des deux équipes. Ángel Di María ouvre le score pour l'Argentine à la 22e minute, sur une longue passe de Rodrigo De Paul et bat le défenseur Renan Lodi pour lober le ballon au-dessus du gardien Ederson. Le Brésil répond par une série d'attaques, dont une qui force Emiliano Martínez à faire un arrêt, mais perd la possession du ballon au profit d'une contre-attaque argentine qui se termine par un tir manqué de Lionel Messi après la demi-heure de jeu. La première mi-temps se termine avec une avance d'un but pour l'Argentine.
Le sélectionneur brésilien Tite remplace Fred par le milieu offensif Roberto Firmino pour débuter la deuxième mi-temps, à la recherche d'une égalisation. La tentative de Di María à la 50e minute est bloquée et conduit à une contre-attaque brésilienne par Neymar qui est réprimée par une faute de Giovani Lo Celso, qui reçoit un carton jaune. Richarlison semble avoir égalisé pour le Brésil avec un tir de l'intérieur de la surface de réparation à la 52e minute mais le but est refusé pour une position de hors-jeu ; il est suivi une minute plus tard avec une autre frappe qui est sauvée par Martínez. Nicolás Otamendi reçoit un carton jaune à la 81e minute pour une faute sur Neymar, ce qui déclenche des disputes et une bousculade entre les deux équipes. Après deux occasions brésiliennes repoussées par Martínez, l'Argentine lance une contre-attaque à la 88e minute qui se termine par un faux pas de Messi qui tente de dribbler Ederson. Le match se solde par une victoire 1-0 de l'Argentine, qui remporte ainsi son premier trophée depuis la Copa América en 1993.

### Feuille de match
| Match 28              | Argentine               | 1 - 0   | Brésil | Stade Maracanã, Rio de Janeiro                                                     |                                                                                    |
| 10 juillet 2021 21:00 | ( De Paul) Di María 22e | (1 - 0) |        | Spectateurs : 7 800 Arbitrage : Esteban Ostojich (en) Arbitre vidéo : Andrés Cunha | Spectateurs : 7 800 Arbitrage : Esteban Ostojich (en) Arbitre vidéo : Andrés Cunha |
| 10 juillet 2021 21:00 | Rapport                 |         |        | Spectateurs : 7 800 Arbitrage : Esteban Ostojich (en) Arbitre vidéo : Andrés Cunha | Spectateurs : 7 800 Arbitrage : Esteban Ostojich (en) Arbitre vidéo : Andrés Cunha |

| Argentine | Brésil |

| ARGENTINE :     |    |                    |     |     |
|                 |    |                    |     |     |
| Gardien de but  | 23 | Emiliano Martínez  |     |     |
|                 | 8  | Marcos Acuña       |     |     |
|                 | 19 | Nicolás Otamendi   | 81e |     |
|                 | 13 | Cristian Romero    |     | 79e |
|                 | 4  | Gonzalo Montiel    | 89e |     |
|                 | 20 | Giovani Lo Celso   | 51e | 63e |
|                 | 5  | Leandro Paredes    | 33e | 54e |
|                 | 7  | Rodrigo De Paul    | 68e |     |
|                 | 11 | Ángel Di María     |     | 79e |
|                 | 22 | Lautaro Martínez   |     | 79e |
|                 | 10 | Lionel Messi       |     |     |
| Remplaçants :   |    |                    |     |     |
|                 | 18 | Guido Rodríguez    |     | 54e |
|                 | 3  | Nicolás Tagliafico |     | 63e |
|                 | 6  | Germán Pezzella    |     | 79e |
|                 | 15 | Nicolás González   |     | 79e |
|                 | 14 | Exequiel Palacios  |     | 79e |
| Sélectionneur : |    |                    |     |     |
| Lionel Scaloni  |    |                    |     |     |

| BRÉSIL :        |    |                 |     |     |
|                 |    |                 |     |     |
| Gardien de but  | 23 | Ederson         |     |     |
|                 | 16 | Renan Lodi      | 70e | 76e |
|                 | 3  | Thiago Silva    |     |     |
|                 | 4  | Marquinhos      | 82e |     |
|                 | 2  | Danilo          |     |     |
|                 | 8  | Fred            | 3e  | 45e |
|                 | 5  | Casemiro        |     |     |
|                 | 17 | Lucas Paquetá   | 72e | 76e |
|                 | 7  | Richarlison     |     |     |
|                 | 10 | Neymar          |     |     |
|                 | 19 | Everton         |     | 63e |
| Remplaçants :   |    |                 |     |     |
|                 | 20 | Roberto Firmino |     | 45e |
|                 | 18 | Vinícius Júnior |     | 63e |
|                 | 13 | Emerson         |     | 76e |
|                 | 21 | Gabriel Barbosa |     | 76e |
| Sélectionneur : |    |                 |     |     |
| Tite            |    |                 |     |     |

| Assistants : Carlos Barreiro Martín Soppi Quatrième arbitre : Diego Haro (en) Cinquième arbitre : José Antelo Arbitres assistants vidéo : Daniel Fedorczuk (en) Alexander Guzmán Jhon Ospina (es) Homme du match : Ángel Di María |

## Statistiques
| Statistiques        | Argentine | Brésil |
| ------------------- | --------- | ------ |
| Buts                | 1         | 0      |
| Tirs                | 12        | 26     |
| Tirs cadrés         | 2         | 2      |
| Arrêts              | 2         | 1      |
| Possession de balle | 41%       | 59%    |
| Corners             | 1         | 4      |
| Fautes commises     | 19        | 22     |
| Hors-jeux           | 0         | 3      |
| Cartons jaunes      | 5         | 4      |
| Cartons rouges      | 0         | 0      |